# Christiaan August van Sleeswijk-Holstein-Augustenburg
Christiaan August van Sleeswijk-Holstein-Sonderburg-Augustenburg (Augustenburg, 4 augustus 1696 - aldaar, 20 januari 1754) was van 1731 tot aan zijn dood hertog van Sleeswijk-Holstein-Sonderburg-Augustenburg. Hij behoorde tot het huis Sleeswijk-Holstein-Sonderburg-Augustenburg. 

## Levensloop
Christiaan August was de zoon van prins Frederik Willem van Sleeswijk-Holstein-Sonderburg-Augustenburg en diens echtgenote Sophia Amalia, dochter van de Deense grootkanselier Frederik von Ahlefeldt.
Na het overlijden van zijn vader in 1714 erfde hij het Slot van Augustenburg en de landgoederen Avlsgaard, Rumorsgaard op het eiland Alsen en Avnbølgaard in Sundewitt. In 1725 kocht hij met de bruidsschat van zijn echtgenote het slot van Gravenstein over van de familie von Ahlefeldt, later gevolgd door de landgoederen Fiskebæk, Kiding, Aarup en Kjelstrup. Op 30 december 1730 kreeg hij van koning Christiaan IV van Denemarken in leen de landgoederen Gammelgård en Majbølgård toegewezen. In 1731 erfde hij na het overlijden van zijn oom Ernst August het hertogdom Sleeswijk-Holstein-Sonderburg-Augustenburg. In 1733 werd hij dan weer benoemd tot gouverneur van Alsen en tot landdrost van Sonderburg.
Op 7 november 1721 werd hij door koning Frederik IV van Denemarken verheven tot ridder in de Orde van de Olifant. Ook was hij Generaal der Infanterie in het Deense leger. Christiaan August stierf in 1754 op 57-jarige leeftijd.

## Huwelijk en nakomelingen
Op 21 juli 1720 huwde Christiaan August in Kalundborg met Frederica Louise (1699-1744), dochter van graaf Christiaan van Danneskiold-Samsoe. Ze kregen negen kinderen:
- Frederik Christiaan I (1721-1794), hertog van Sleeswijk-Holstein-Sonderburg-Augustenburg
- Emil August (1722-1786), generaal in het Deense leger
- Christiaan Ulrich (1723-1723)
- Sophia Charlotte (1725-1752)
- Christina Ulrika (1727-1794)
- Sophia Magdalena (1731-1799)
- een doodgeboren kind (1732)
- Charlotte Amalia (1736-1815)
- een doodgeboren kind (1736)